# Izopropanol
Izopropanol (propan-2-ol, alkohol izopropylowy) – organiczny związek chemiczny z grupy alkoholi alifatycznych. Jest najprostszym alkoholem drugorzędowym. Ma jeden izomer podstawnikowy, propan-1-ol.

## Otrzymywanie
Otrzymywany w przemyśle przez hydratację propylenu:
C
3H
6 + H
2O → (CH
3)
2CHOH
Poprzez odwodornienie izopropanolu uzyskuje się aceton:
(CH
3)
2CHOH → (CH
3)
2CO + H
2↑

## Zastosowanie
Stosowany jako łagodny rozpuszczalnik organiczny, a także jako rozpuszczalnik i nośnik do chromatografii HPLC oraz w syntezie chemicznej jako odczynnik do wprowadzania grupy izopropylowej (CH
3)
2CH− i izopropoksylowej (CH
3)
2CH−O−.
70% wodny roztwór stosowany jest jako płyn antyseptyczny.
Znajduje zastosowanie w poligrafii w druku offsetowym jako środek stosowany w roztworach nawilżających w stężeniu do 12%.
Jest stosowany jako tańszy zamiennik etanolu lub metanolu w sytuacjach, gdy czystość zwykłego spirytusu skażonego (denaturatu) jest niewystarczająca, np. do czyszczenia precyzyjnych układów optycznych. Ze względu na to, że izopropanol jest obojętny dla większości powszechnie używanych tworzyw sztucznych, dostępne są jego różne preparaty do zastosowania technicznego (czyszczenia urządzeń optycznych, głowic magnetycznych, napędów dyskowych, rolek gumowych, urządzeń mechaniki precyzyjnej czy do usuwania żywiczejących środków smarnych i tuszów wodoodpornych).
Ze względu na mieszalność z wodą stosowany jest jako dodatek do paliw w celu zwiększenia rozpuszczalności w nich wody i zapobiegania powstawaniu korków lodowych w przewodach paliwowych.